# Cloaking
Cloaking är en sökoptimeringsteknik som innebär att man presenterar visst innehåll till sökmotorns spindel och ett annat innehåll till användarna. Det görs antingen genom att titta på besökarens IP-adress eller användaragentens HTTP header. Detta kräver att man har en uppdaterad lista över spindlarnas IP-adresser. Avsikten är att kunna skapa sökmotorvänliga sidor med syftet att bli högre rankad i sökmotorernas träfflistor. Av denna anledning bannlyses de sidor som använder cloaking av sökmotorerna.
Det finns vissa mer försvarbara former av cloaking, till exempel att presentera en textsida till sökmotorn och ett Macromedia Flashdokument till användarna. Detta eftersom sökmotorerna inte indexerar Flashfiler. Med undantag för Alltheweb.com. Detta går naturligtvis också att använda på ett oförsvarbart sätt genom att skapa en sökmotorvänlig sida, istället för en läsvänlig sida. Med sökmotorvänlig sida menas sidor som mest bara innehåller en uppräkning av nyckelord och inte sammanhängande, grammatiskt läsbar text som på läsvänliga sidor.